# Kalkulacja
Kalkulacja (łac. calculatio – obliczenie) – jest to ustalenie kosztu jednostkowego wytworzonego produktu, dostarczenie informacji o wysokości poniesionych kosztów oraz o wysokości poszczególnych kosztów w całości (układ kalkulacyjny kosztów). Kalkulacja stanowi istotny etap rachunku kosztów.
Wśród jej rodzajów wyróżniamy kalkulację: ofertową, wstępną, wynikową, kosztu częściowego oraz kosztu pełnego.
Metody kalkulacji kosztów:
- doliczeniowa
  - asortymentowa
  - zleceniowa
- podziałowa
  - prosta
  - współczynnikowa
  - odjemna
  - fazowa (procesowa)
    - półfabrykatowa
    - bezpółfabrykatowa
- jednostopniowa
- wielostopniowa
  - procesowa
  - fazowa